# Chaetophiophoma trematis
Chaetophiophoma trematis är en svampart som beskrevs av Speg. 1910. Chaetophiophoma trematis ingår i släktet Chaetophiophoma, divisionen sporsäcksvampar och riket svampar.   Inga underarter finns listade i Catalogue of Life.